# 제임스 M. 슈어트 스타디움
제임스 M. 슈어트 스타디움(James M. Shuart Stadium)은 미국의 다목적 경기장이다. 뉴욕주 헴프스테드에 위치하고 있으며 NASL 뉴욕 코스모스의 홈경기장이다.